# 몽유
《몽유》(夢遊, Sleepwalker)는 홍콩에서 제작된 옥사이드 팽 천 감독의 2011년 영화이다. 이신제 등이 주연으로 출연하였다.

## 출연

### 주연
- 이신제
- 양채니

### 조연
- 정칙사
- 이종한
- 곽사연